# Amministrazione alleata della Libia
L'Amministrazione Alleata della Libia si ebbe nel periodo durante il quale la Francia e il Regno Unito occuparono la Libia italiana, al termine della seconda guerra mondiale.
I Britannici amministravano la Tripolitana e la Cirenaica, mentre i Francesi amministravano il Fezzan. Il periodo di amministrazione alleata si estese dal 1947, a seguito della firma del trattato di Parigi fra l'Italia e le potenze alleate (di fatto già dal 1943, a seguito della campagna del Nord Africa), fino all'indipendenza del Regno Unito di Libia nel 1951.

## Storia
Nel novembre 1942, le forze alleate riconquistarono la Cirenaica. Nel febbraio 1943, gli ultimi soldati tedeschi e italiani furono cacciati dalla Libia e iniziò l'occupazione alleata della Libia.
All'inizio del dopoguerra, la Tripolitania e la Cirenaica rimasero sotto l'amministrazione della Gran Bretagna, mentre la Francia controllava Fezzan. Nel 1944, Idris tornò dall'esilio al Cairo ma rifiutò di riprendere la residenza permanente in Cirenaica fino alla rimozione nel 1947 di alcuni aspetti del controllo straniero. Secondo i termini del trattato di pace del 1947 con gli Alleati, l'Italia, che sperava di mantenere la Tripolitania, rinunciò a tutte le pretese alla Libia. Quando la Libia dichiarò la sua indipendenza il 24 dicembre 1951, ponendo fine all'occupazione alleata della Libia, fu il primo paese a raggiungere l'indipendenza attraverso le Nazioni Unite e uno dei primi ex possedimenti europei in Africa ad ottenere l'indipendenza.